# Crecer de golpe
Crecer de golpe es una película Argentina filmada en Eastmancolor estrenada el 30 de junio del año  1977. Dirigida por Sergio Renán. Escrita por Sergio Renán y Aída Bortnik, según la novela Alrededor de una jaula de Haroldo Conti. Protagonizada por Ubaldo Martínez. Coprotagonizada por Osvaldo Terranova, Elsa Berenguer, Calígula, Ulises Dumont, Pedro Quartucci, Carmen Vallejo y Oscar Viale. También, contó con las actuaciones especiales de Miguel Ángel Solá, Tincho Zabala y Olga Zubarry. Y las presentaciones de Julio César Ludueña y Cecilia Roth. 
Fue la última película de Ubaldo Martínez e incluye fragmentos del filme Adiós Alejandra (1973), de Carlos Rinaldi.

## Sinopsis
Historias alrededor de un chico y del tutor que le ayuda a crecer.

## Reparto
Participaron en el filme los siguientes intérpretes:
- Ubaldo Martínez
- Julio César Ludueña
- Olga Zubarry
- Tincho Zabala
- Miguel Ángel Solá
- Carmen Vallejo
- Ulises Dumont
- Cecilia Roth
- Calígula
- Gustavo Rey
- Oscar Viale
- Pedro Quartucci
- Osvaldo Terranova
- María Esther Podestá
- Lidia Catalano
- Gustavo Carfagna
- Sergio Renán …Cameo
- Elsa Berenguer
- Raquel Merediz
- Julio Ordano
- Vera Kalatsschoff
- Jorge Omar Pacheco
- Nélida Silva
- Osvaldo María Cabrera
- Cristina Sabatini

## Crítica/Comentarios
Jorge Carnevale en La Semana dijo: 

”Sergio Renán elige el camino más difícil: recuperar la ternura sin gestos impostados… es como un retorno a la inocencia, no se trata de una película rosa sino una convocatoria a lo mejor de cada ser humano.”

Manrupe y Portela escriben: 

«Cálido filme de brechas intergeneracionales y afecto, por lo general olvidado.»